# كوجي ميتسوي
كوجي ميتسوي (باليابانية: 三井浩二؛ بالكانا: みつい こうじ) هو لاعب كرة قاعدة ياباني، ولد في 15 سبتمبر 1973 في أشورو ‏ في اليابان.

## وصلات خارجية
- كوجي ميتسوي على موقع الدوري الياباني لكرة القاعدة (الإنجليزية)
- كوجي ميتسوي على موقعبيزبول رفرنس.كوم (الدوري الثانوي) (الإنجليزية)